# Cucina lombarda

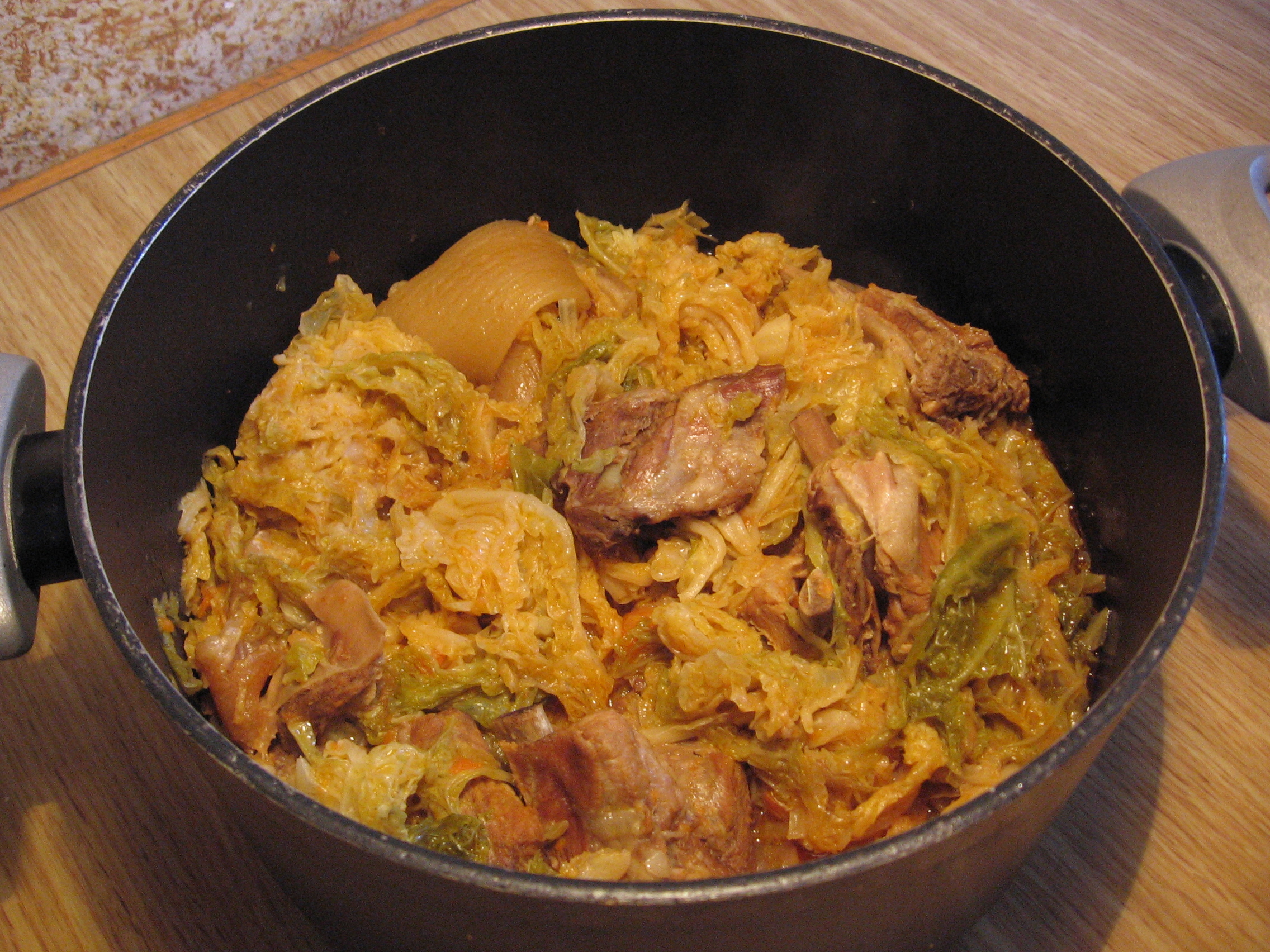
Una pentola di Cassœula. È una pietanza tipica della tradizione popolare, piatto forte di numerose sagre lombarde.

Per via delle diverse vicende storiche delle sue province e della varietà del suo territorio, la cucina lombarda presenta una tradizione culinaria molto variegata: per i primi piatti la cucina lombarda spazia da risotti, a zuppe e pasta ripiena, in brodo o meno, per una variegata scelta di secondi piatti di carne si aggiungono piatti di pesce della tradizione dei numerosi laghi e fiumi lombardi.
In linea generale, la cucina delle varie province lombarde può essere accomunata dai seguenti tratti: prevalenza del riso e della pasta ripiena sulla pasta secca, del burro a posto dell'olio di oliva per la cottura, pietanze a cottura prolungata, così come il diffuso utilizzo di carne di maiale, latte e derivati, e di preparazioni a base di uova, a cui viene aggiunto il consumo di polenta, comune però a tutto il Nord Italia.

## Storia
La cucina lombarda ha radici storiche antiche risalenti all'insediamento dei Celti in Pianura Padana. La pietanza lombarda più antica è il cuz, la cui preparazione ha origini celtiche: è un secondo piatto a base di agnellone che è comune in Val Camonica.
In seguito i metodi di elaborazione e di cottura delle pietanze della cucina lombarda hanno subito l'influenza delle dominazioni che nel corso dei secoli vi si sono succedute: dagli antichi romani alle dominazioni susseguitesi nel Ducato di Milano e nel Ducato di Mantova, ovvero gli austriaci, gli spagnoli e i francesi, nonché il dominio della Repubblica di Venezia nel Bergamasco e nel Bresciano, fino ad arrivare alle influenze del resto della Penisola.

## Caratteristiche

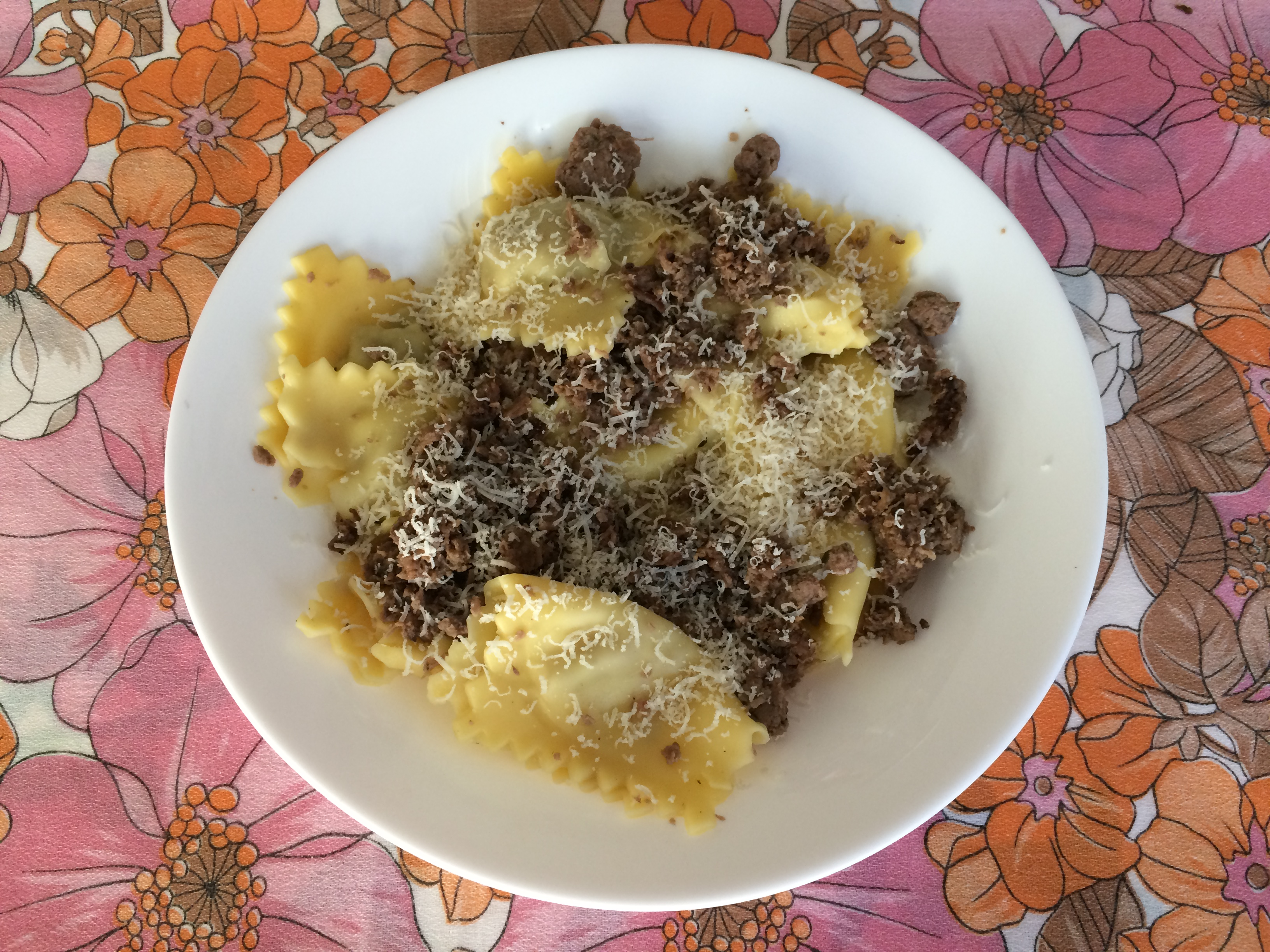
Un piatto di agnolotti pavesi asciutti, con il condimento a base di stufato alla pavese

Data la grande varietà territoriale e storica della Lombardia è molto difficile individuare una cucina lombarda unitaria: ha piuttosto più senso individuare un continuum di cucine provinciali accomunate da elementi affini in tutta la regione.
Caratteristiche forse più peculiare è la prevalenza sulla pasta secca delle paste ripiene, ma soprattutto del riso: da quest'ultimo si possono ricavare sia minestre di riso della tradizione povera, sia riso con carne o verdure, fino ai più elaborati e raffinati risotti. Correlato alla cottura del risotto, ma non solo, è l'utilizzo del burro, e talvolta del lardo, in soffritti e fritture in luogo dell'olio: l'utilizzo del burro per la cottura di alimenti rientra nell'elevata diffusione regionale di latte e derivati, la Lombardia è la maggiore produttrice di latte in Italia con circa il 40% della produzione nazionale, ed una delle regioni con maggiore varietà di formaggi. Concludono il panorama comune lombardo l'uso di ricette a base di uova (frittate e preparati simili), la carne di maiale e la polenta, condivisa con il resto dell'area padana.
Dal punto di vista della preparazione, preponderanti benché non esclusive sono le ricette a cottura prolungata e a fuoco basso come brasati, stufati e bolliti..
Una prima suddivisione approssimativa della cucina lombarda può essere fatta dal punto di vista territoriale: nella bassa padana, nelle zone di coltivazione del riso, saranno più diffusi risotti assieme alle verdure ampiamente coltivate nella pianura, mentre man mano che ci si avvicina alle zone alpine saranno più comuni piatti a base di selvaggina o animali da pascolo, così come contorni a base di patate e verze. Isole gastronomiche sono costituite dai laghi, dove si trovano risotti e stufati a base di pesce d'acqua dolce e si pratica la coltivazione dell'ulivo: sono due gli oli di oliva a denominazione di origine protetta (DOP), il Garda e il Laghi Lombardi.
Una seconda classificazione può essere effettuata tenendo conto della storia delle singole province e dei loro confini geografici: com'è logico aspettarsi, la cucina lombarda orientale avrà dei tratti in comune con quella veneta, quella occidentale con quella piemontese a base di brasati e stufati, quella meridionale con quella emiliana dove predominano preparazioni a base di paste ripiene, mentre la cucina della Valtellina avrà tratti comuni alla cucina alpina con ampio ricorso a selvaggina, salumi e formaggi come base o condimento di portate principali.

## I piatti tipici

### Antipasti

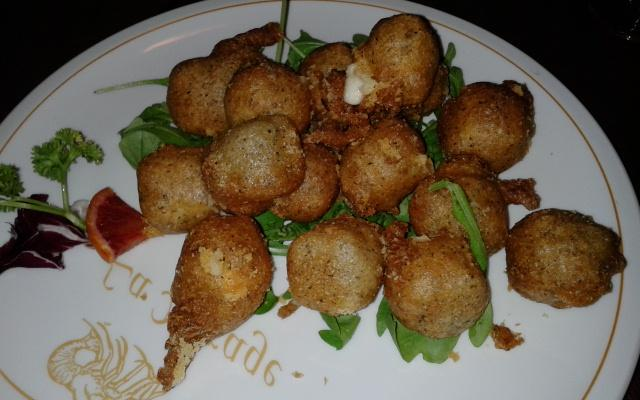
Sciatt della Valtellina

In linea generale, gli antipasti più diffusi sulle tavole lombarde sono a base di salumi e formaggi, ampiamente diffusi nella regione, che tuttavia sono spesso consumati come secondi o come conclusione di un pasto, accompagnati o meno da polenta o polenta fritta.
Antipasti propriamente detti sono gli sciatt valtellinesi, frittelle croccanti di grano saraceno ripiene di formaggio che viene sciolto durante la cottura in burro, i nervetti in insalata milanesi, preparati con piedini di vitello, fagioli e cipolle, e i margottini alla bergamasca, dei tortini di semolino legati con uovo, branzi e brodo di carne.
Tra i paté ci sono il paté di fegato di vitello alla milanese, il paté d'oca della Lomellina e il paté di cavedano del garda bresciano. Antipasto un tempo diffuso erano le lumache trifolate, un tempo ampiamente reperibili nel territorio boschivo e agricolo.

### Primi piatti

#### Primi piatti a base di riso

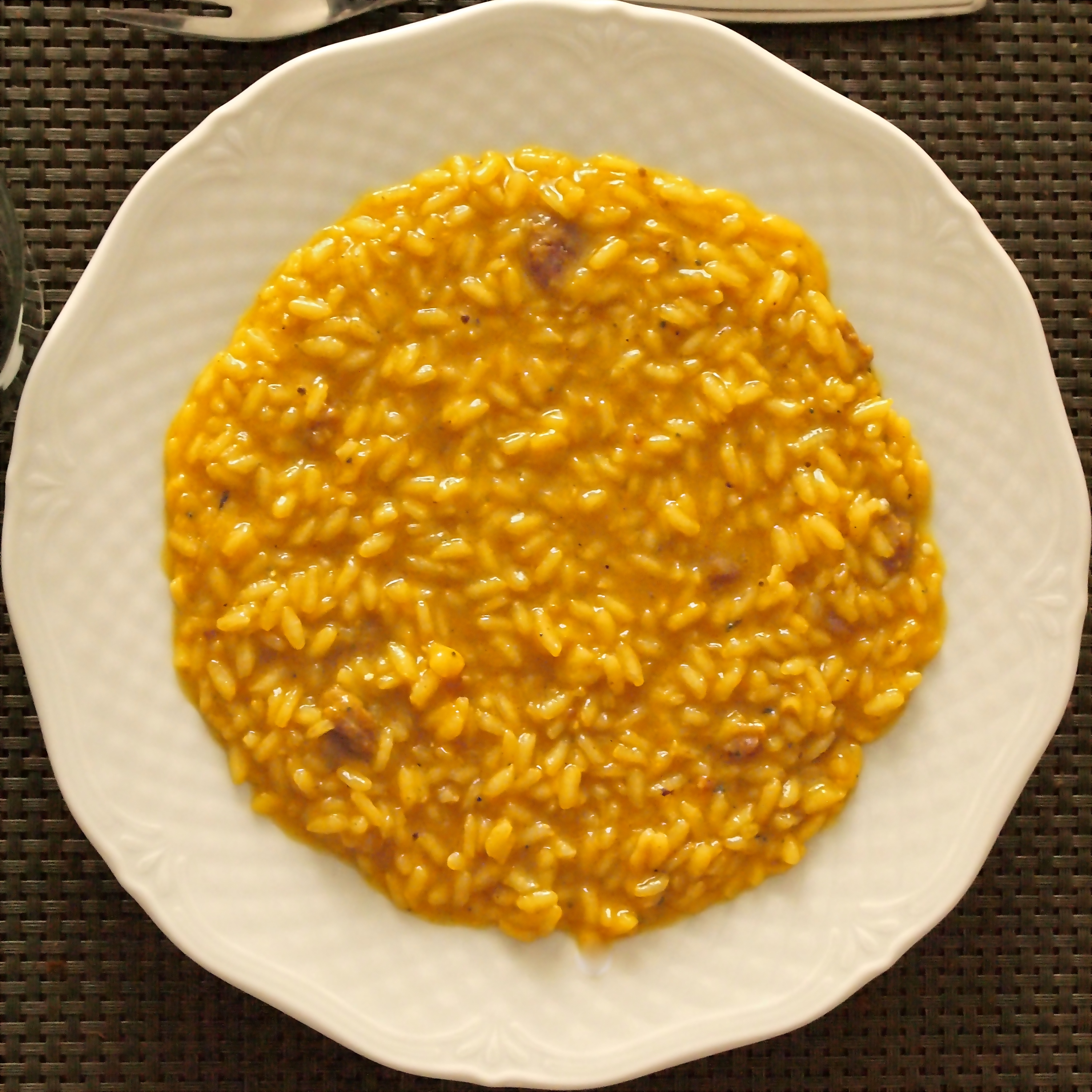
Risotto alla milanese

Il riso può dirsi elemento comune a tutte le cucine locali della Lombardia, e rappresenta la base di primi piatti dalla Valtellina al Mantovano: la Lombardia è responsabile peraltro del 42% di tutta la produzione di riso italiana. Preparazione "base" del riso comune a tutta la regione è il riso in cagnone, riso bollito in acqua salata e condito con burro in cui si è fatto soffriggere aglio e salvia, ed infine cosparso di grana. Può essere in alternativa servito assieme ad asparagi o zucca. Assieme a questo sono presenti preparazioni di zuppe con riso, abbinate con gli ortaggi tipici di tutta la regione, come verze, rape, piselli e l'oggi in disuso coratella. Piatto principe della regione sono i risotti, ovvero riso tostato e poi cotto con brodo caldo: diffusi in tutta il territorio lombardo sono il risotto ai funghi, e con la salsiccia.
Tradizionalmente locali, sebbene conosciuti ben fuori dalla regione sono il Risotto alla milanese, che deve il suo caratteristico colore giallo allo zafferano, e la sua versione "semplificata" alla monzese senza zafferano e con luganega al posto del midollo di bue, ed infine il risotto alla pilota, tipico del Mantovano. Oltre ai risotti di carne e di verdure, in prossimità dei laghi si possono citare i risotti di pesce: il risotto al pesce persico del lago di Como e il risotto con le tinche del lago di Garda.

#### Paste ripiene

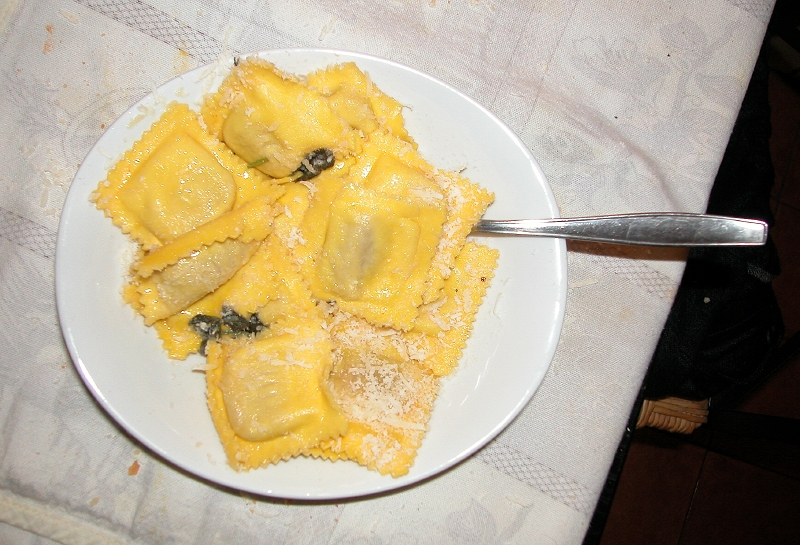
Tortelli di zucca

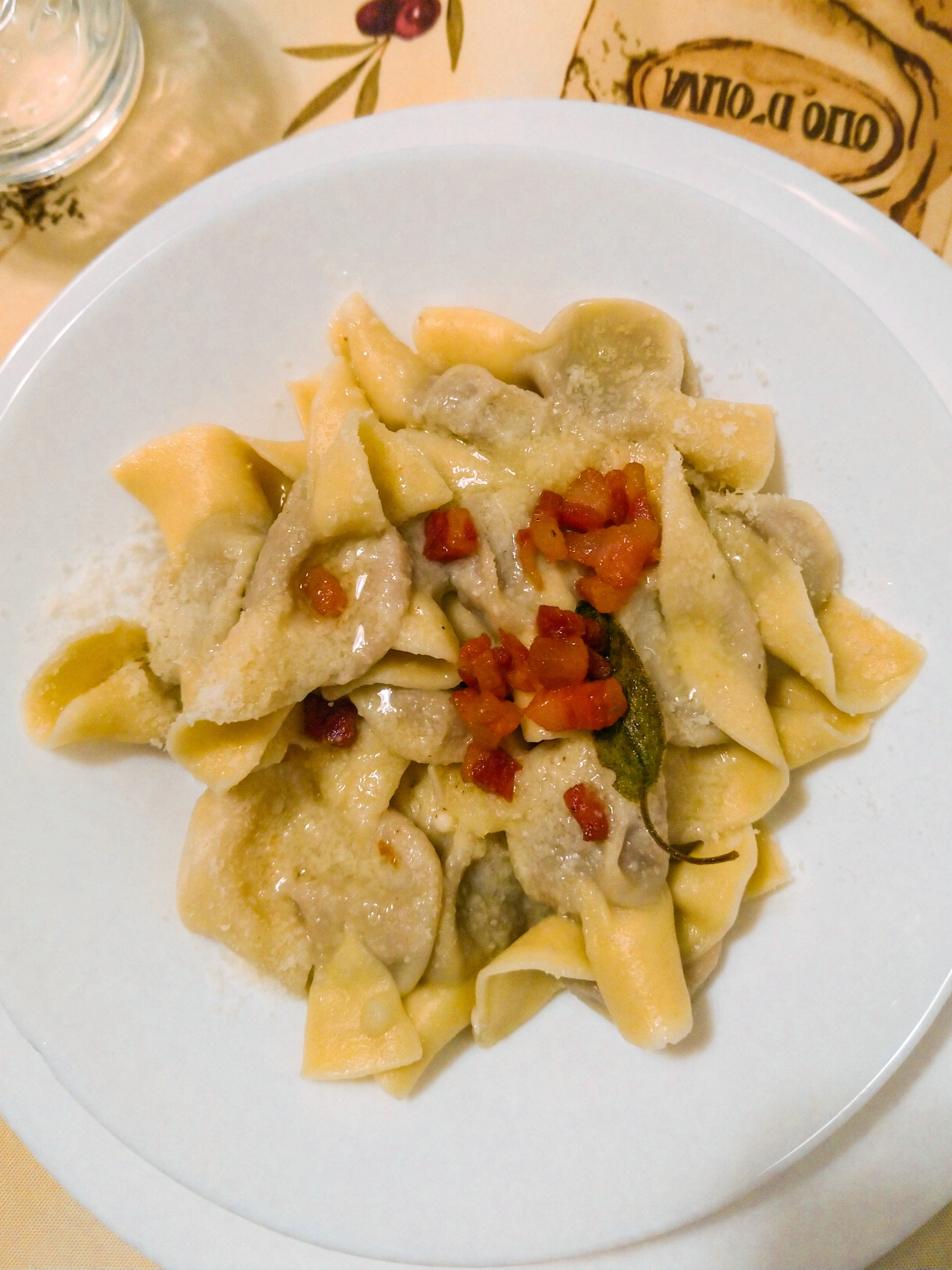
Padella di casoncelli

Piatto di pasta ripiena comune a tutta la regione sono i cosiddetti ravioli di magro. ovvero dei ravioli con un generico ripieno a base di tuorlo d'uovo, ricotta ed erbe che variano da zona e zona. Tra le varianti più comuni ci sono gli spinaci e le cime di luppolo, mentre in passato, in tempi di ristrettezze economiche, si usava anche riempire i ravioli con erbe selvatiche, come il tarassaco, ortiche e borragine.
Tipici delle province orientali abbiamo i casoncelli (casonsei), pasta farcita di varia forma (a mezza luna a Bergamo, quadrati o "a caramella" a Brescia) ripieni di carne, grana ed erbe aromatiche e consumati con una spolverata di burro e formaggio, i marubini in brodo della provincia di Cremona, di forma quadrata e con ripieno di brasato, impasto di salame, grana padano e noce moscata.
Del mantovano sono i tortelli di zucca, a cui viene aggiunta mostarda di mele ed amaretto, ed infine i particolarissimi tortelli cremaschi, preparati con un ripieno di amaretti, uva passa, menta, cedro candito, mostaccino e buccia di limone, oltre ai classici ingredienti come pan grattato e noce moscata.
Appartenenti alla provincia di Pavia, in particolare dell'Oltrepò Pavese sono gli agnolotti.

#### Altri tipi di pasta

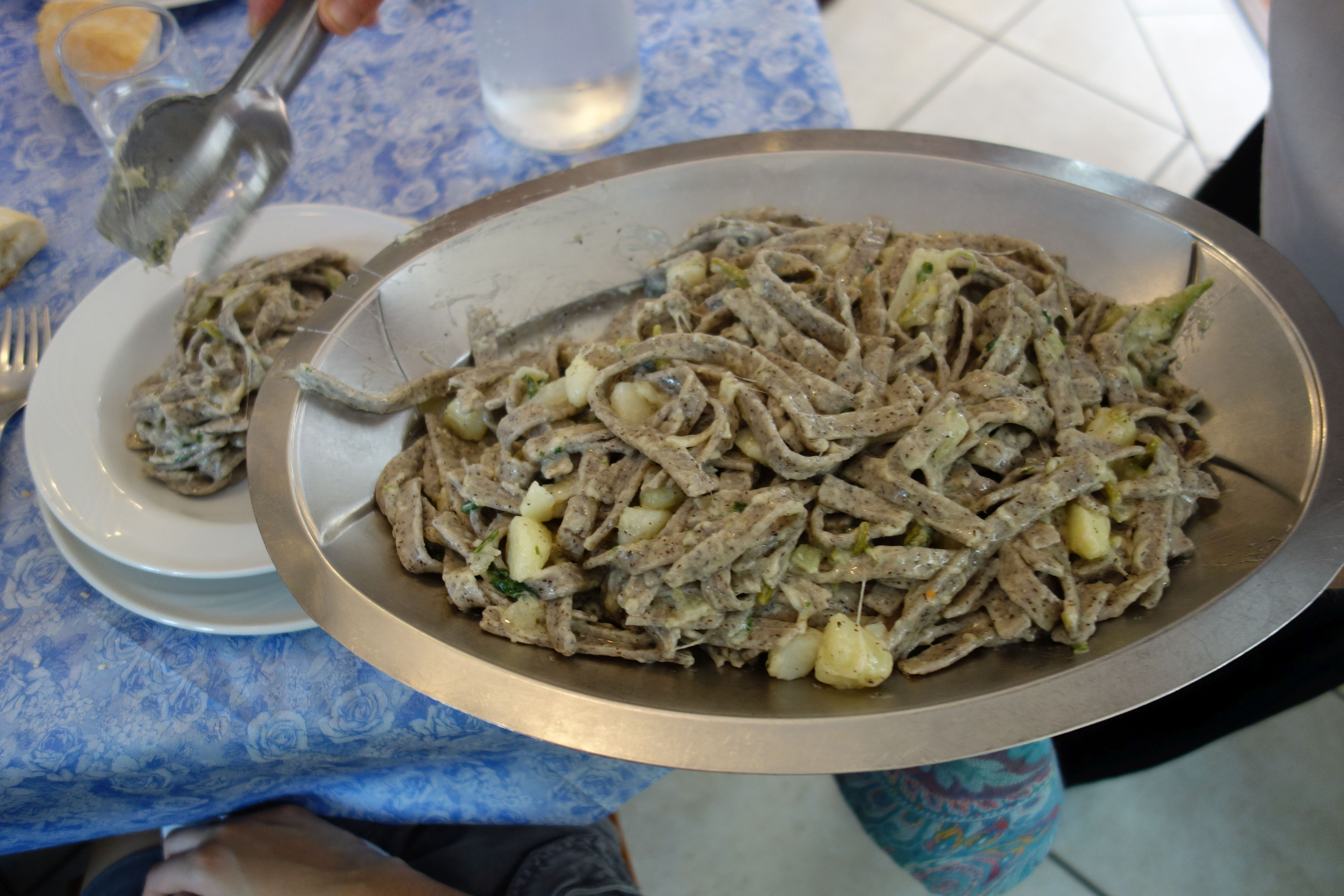
Teglia di pizzoccheri

Se la pasta ripiena costituisce il principale tipo di pasta, non mancano comunque esempi di pasta asciutta: tra i più noti ci sono i pizzoccheri della Valtellina, spesse tagliatelle di farina di grano saraceno condite con patate, verze e formaggio fuso, i bigoli con sardelle, grossi spaghetti bolliti e poi rosolati nel sugo di cottura delle sardine tipici del mantovano, o le bardele coi marai, ovvero tagliatelle di borragine condite generalmente con burro tipiche del Garda bresciano. Tra le pietanze assimilabili agli gnocchi si possono nominare, oltre agli gnocchi di zucca ed i pizzoccheri della Valchiavenna, ovvero gnocchetti di patate con burro e formaggio fuso, gli strangolapreti bergamaschi, ottenuti da un impasto a base di pane raffermo, uova, latte ed erbette.

#### Zuppe e minestre
Summa dell'agricoltura lombarda è il minestrone alla milanese, ottenuto bollendo i principali ortaggi che crescono nella regione ed insaporito con lardo e cotenne. Altri piatti della tradizione povera sono la zuppa alla pavese, una minestra con brodo, pane raffermo, uova e formaggio grattugiato, e il pancotto, pane raffermo inzuppato in acqua, cotto in una pentola assieme a del burro con l'aggiunta di carne, cucinato in tutta la regione: una sorta di "sommatoria" delle due pietanze è costituito dalla minestra mariconda bresciana, ottenuta aggiungendo agli ingredienti precedenti anche del latte bovino. In Brianza si può trovare infine l'urgiada, ovvero una minestra di orzo con pancetta, porri e fagioli.

### Secondi piatti
I piatti della regione Lombardia sono essenzialmente di carne, anche se non mancano gli esempi di piatti di pesce diffusi in prossimità di laghi e grandi fiumi come il Po o il Ticino.

#### Piatti di carne

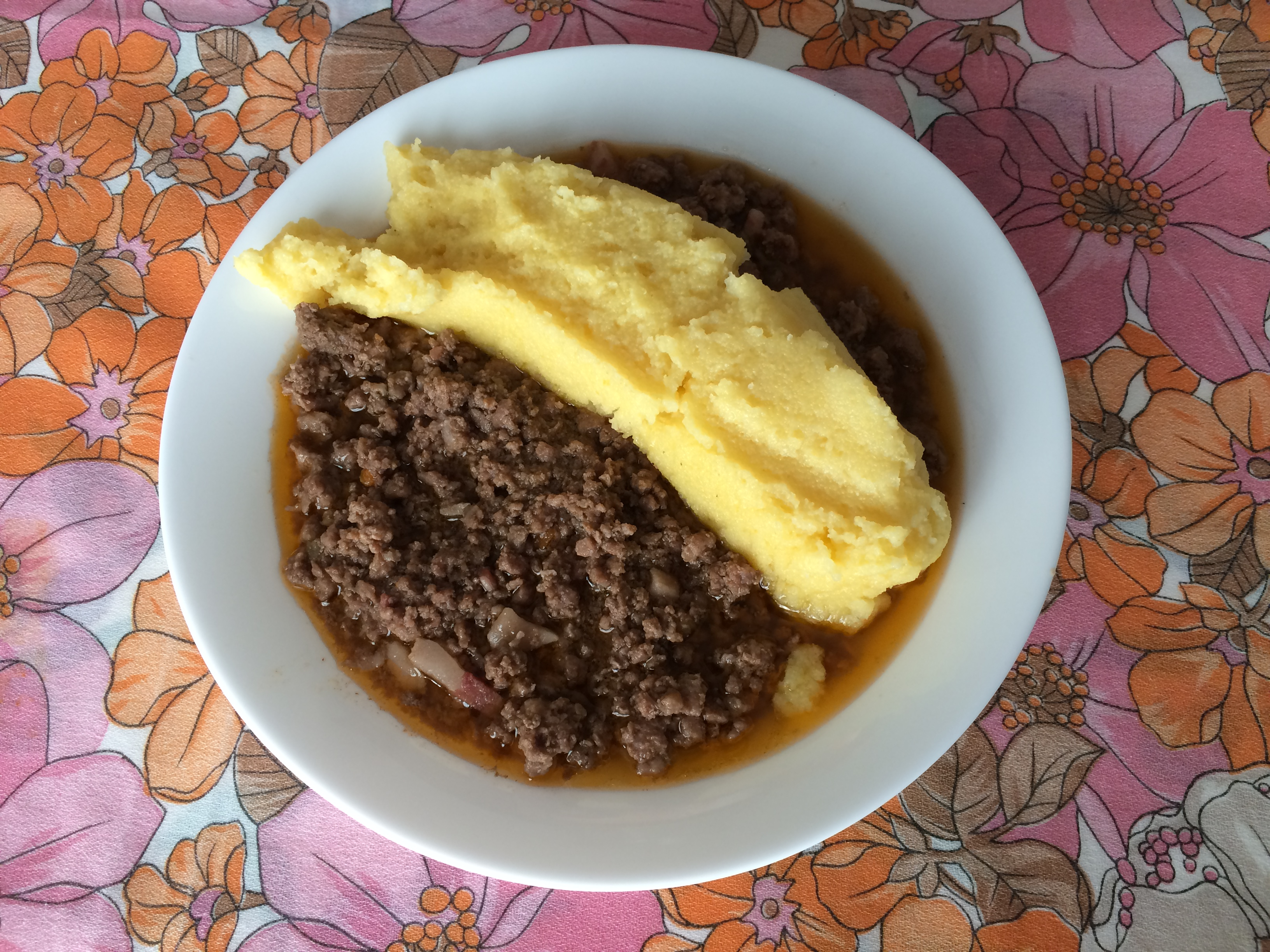
Un piatto di polenta e bruscitti

Diffusa in tutto il territorio è la salsiccia, specialmente di maiale, in tutte le sue varianti come la salsiccia di castrato ovino della Valcamonica e lo strinù. Altro piatto diffuso è il bollito misto, a seconda della provincia preparato con diversi tagli di carne, accompagnato da mostarda cremonese o mantovana: sempre in tutto il territorio è diffuso il consumo del cotechino, talvolta servito assieme al bollito misto. Variante più celebre del territorio è sicuramente il gran bollito cremonese, in cui ai classici tagli da lesso vengono aggiunti testina, lingua di vitello e salame da pentola, accompagnato dalle classiche salse da lesso.
Di Milano ma diffusi in tutta la Lombardia occidentale sono la cassoela, una sorta di stufato con costine, luganega e verze, a cui si possono aggiungere altre parti del maiale come cotenna e piedino a seconda della zona, e la rosticciata (rustisciada), un piatto a base di salsiccia e spalla di maiale con cipolle.
Sempre diffusi in tutta l'Insubria sono originari i bruscitti, originari dell'Altomilanese, che consistono in un brasato di carne tagliata molto fine cotta in vino e semi di finocchio, storicamente ricavato dalla spolpatura degli avanzi di carne.
Tipico della cucina milanese è invece l'ossobuco.

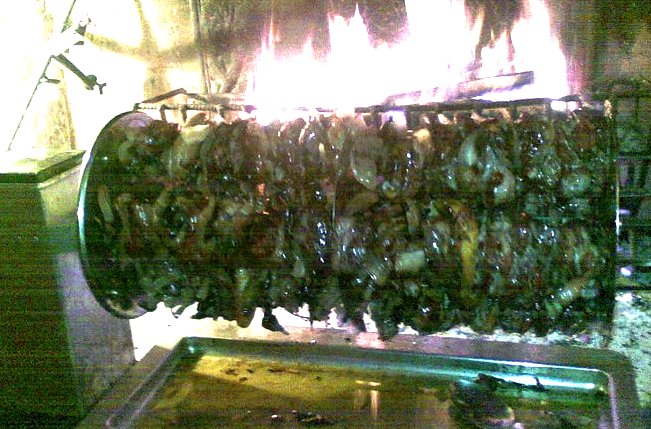
Osei cucinati allo spiedo

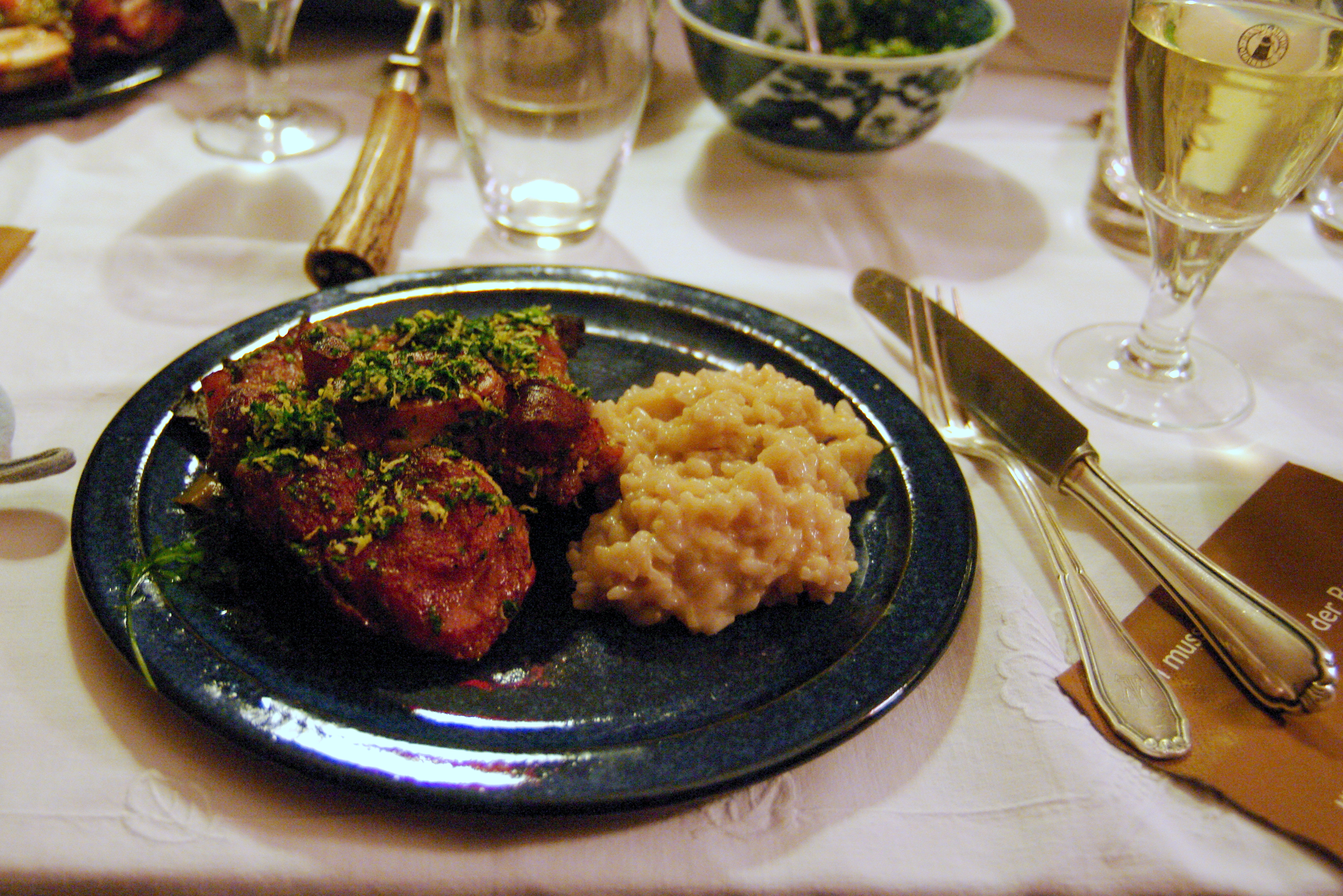
Ossobuco servito con il risotto alla milanese

Dell'area di Bergamo e Brescia è nota la pietanza di polenta e osei, dove uccellini come tordi o allodole vengono rosolati in burro o allo spiedo e serviti assieme alla polenta, cui s'aggiunge il maiale alla bresciana. Nella provincia di Mantova sono invece diffusi lo stracotto di bue e lo stracotto d'asino: in generale gli stracotti sono piuttosto diffusi nella bassa pianura, come nel caso dello stufato alla pavese.
Della cucina alpina diffusa in Valtellina si possono nominare le costine al lavècc, dove le costine di maiale marinate sono cotte per ore con vino nei lavècc, particolari pentole di pietra ollare, e il maiale alla pioda, dove vari tagli di maiale vengono cotti sulla pioda, una lastra di pietra su cui vengono cotte anche verdure di accompagnamento come patate e melanzane. Diffusi in tutto il territorio alpino, tra Lecco, Bergamo, Sondrio e Brescia, sono spezzatini e ragù di fauna alpina come caprioli, cervi e lepri, spesso accompagnati da polenta.
La carne di vitello è particolarmente utilizzata nel milanese ed è alla base di due dei piatti cittadini più conosciuti: la cotoletta alla milanese e l'ossobuco, preparato secondo la tradizione con un soffritto di prezzemolo, aglio e scorza di limone e servito come piatto unico assieme al risotto. La carne di oca è invece ampiamente consumata nel pavese in Lomellina per la preparazione di primi, secondi ed insaccati.

#### Piatti di pesce

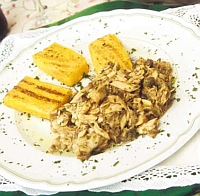
Luccio in salsa

Piatto a base di pesce più celebre del lago di Como sono i missoltini, agoni salati ed essiccati su apposite "ruote", la misolta, che venivano poi cotti sulla griglia e mangiati possibilmente con polenta abbrustolita e vino rosso: la pesca e la preparazione erano un vero e proprio rito, e nei paesi della riviera comasca occupare il posto di pesca altrui era considerato una grave offesa. Altri preparazioni lariane sono il lavarello o le alborelle, che possono essere fritti o in carpione.
Sul Garda piatti celebri sono la trota cotta al forno coi funghi ed l'anguilla alla gardesana, cotta alla brace e condita con olio e limone, entrambi prodotti tipici del Benaco.
Sulle rive del Lago d'Iseo, a Clusane il piatto tipico è la tinca al forno.
L'anguilla era un tempo cucinata anche in prossimità dei fiumi, mentre oggi è praticamente scomparsa: sulle rive mantovane del Po sono tipici i pesciolini fritti e il luccio in salsa. Piatti a base di pesce di acqua dolce si possono trovare anche nel Pavese e nella Lombardia occidentale: in queste stesse zone è storicamente preparata la rana, un tempo ampiamente diffusa nelle risaie: la rana è anche presente in altre zone come la Val Camonica, dove si prepara la tipica torta di rane.

#### Piatti a base di verdura
I più sostanziosi piatti di carne possono essere abbinati con la verdura tipica della pianura lombarda: tra le numerose si possono citare sedano, fagioli, fagiolini, carote, porro, zucchina, melanzana, zucca, pomodoro, spinaci e asparago; mentre per via della loro rusticità la patata e la verza possono essere coltivate anche nelle zone montane più fredde. Tra i secondi piatti a base di verdura ci sono varie versioni di verdura ripiena, su tutte le zucchine, le polpette di verza e gli asparagi alla milanese, bolliti e poi adagiati su un uovo all'occhio di bue (Oeuf in cereghin) e la parmigiana di bietole. Con erbe come mentuccia, erba cipollina, prezzemolo e cerfoglio si usava preparare la frittata alle erbe fini.

### La polenta

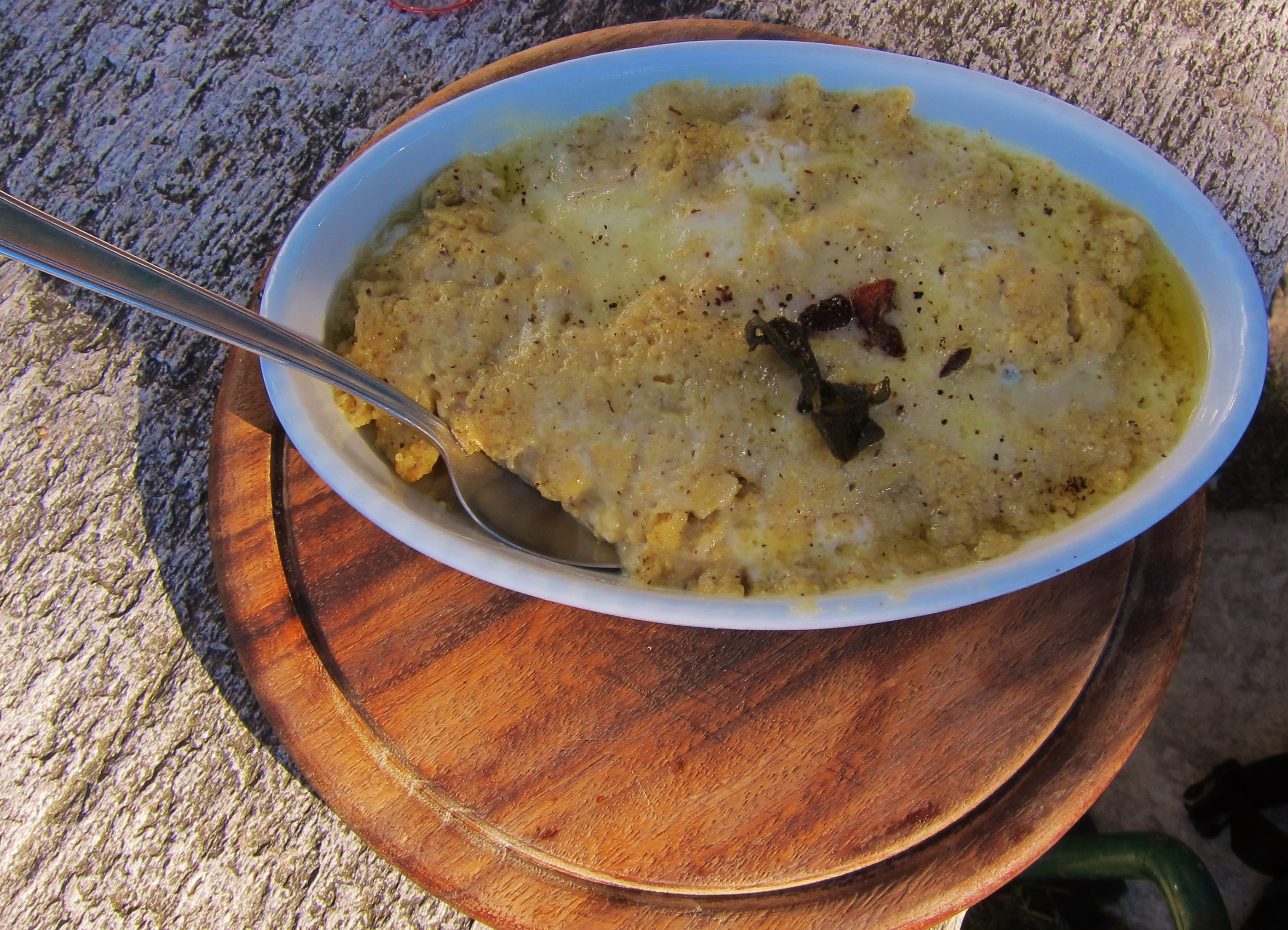
Polenta uncia

Nei secoli precedenti la polenta fu il cibo base del popolo lombardo: la polenta poteva essere mangiata da sola o come contorno in piatti di carne, come la celebre polenta e osei, verdure, come la polenta coi funghi, con il lardo per la pulenta e gras pestà, o con uno dei numerosi formaggi. Esistono tuttavia molti condimenti e varianti della classica polenta:
- polenta taragna, tipica della Valtellina e delle zone alpine bergamasche e bresciane, alla farina di granturco viene aggiunta farina di grano saraceno che donano alla polenta un colore più scuro rispetto al caratteristico giallo[7].
- polenta uncia, del comasco, preparata aggiungendo formaggio e burro su cui si è fatto rosolare aglio e salvia quando la polenta è ancora calda dentro il paiolo.
- polenta cròpa, tipica dell'alta Valtellina, cotta nella panna.
- pult, tipica del lecchese, fatta con farina di frumento aggiunta a quella di granturco.
- tóch, sempre del comasco e simile alla polenta uncia, in cui il formaggio e il burro venivano aggiunti successivamente sulla parte della polenta prelevata e non sciolti dentro.

Il toch era alla base del rito del toch e regell, dove una volta consumata la polenta si rimetteva il paiolo di rame sul fuoco: una volta riscaldato il paiolo veniva versato al suo interno del vino rosso con chiodi di garofano, cannella e scorza di limone. Il vino, che ammorbidiva la polenta indurita sulle pareti del paiolo, veniva quindi bevuto.
La polenta, così come la farina di mais, poteva essere riutilizzata nei suoi avanzi per creare dolci, come nel caso del fiapòn mantovano.

### Contorni, salse e condimenti

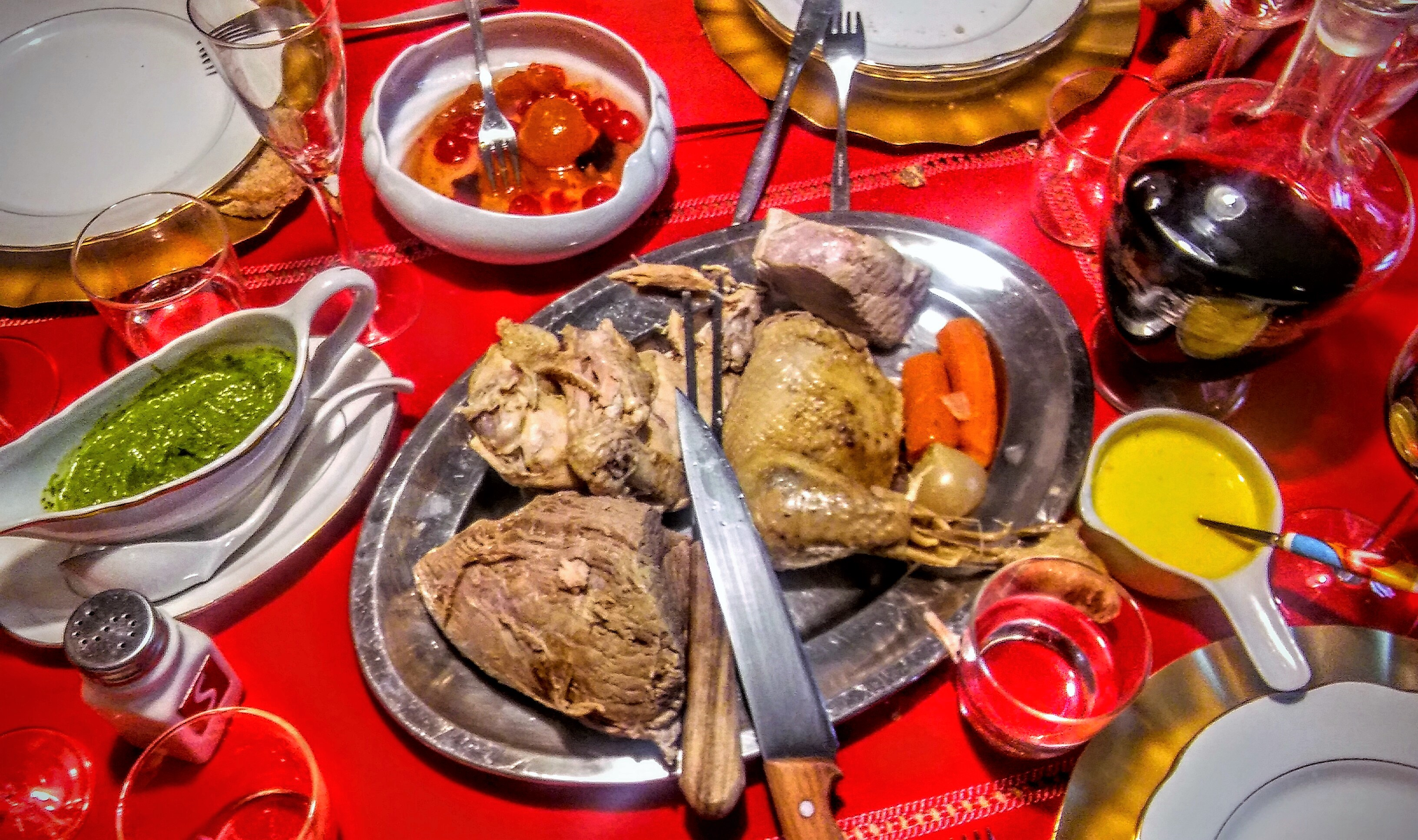
Bollito misto di manzo, cappone e maiale, con salsa verde, mostarda e salsa gialla

Condimento tipico immancabile quando viene servito il bollito misto è la mostarda, che tuttavia costituisce un eccellente abbinamento con i formaggi più saporiti: le versioni più diffuse sono la mostarda cremonese, con ciliegie, mandarini, pesche e pere infuse in uno sciroppo con olio di senape, la mostarda di Voghera, simile a quella cremonese ma meno piccante, e la mostarda mantovana, preparata con pere, mele, melecotogne, zucca e melone. Diffusa è anche la mostarda di cipolle, più simile ad una marmellata per consistenza, ma preparata sempre con l'aggiunta di essenza di senape.
Sempre per accompagnare il bollito misto vi sono la peverata, a base di capperi, acciughe, aglio e peperoncino, tipica del pavese e della Brianza (dove non si mette il peperoncino), la salsa di cren, a base di rafano e acete, e la salsa grattacù, ottenuta con bacche di rosa canina, vino e zucchero, ed infine la milanese salsa gialla, a base di tuorlo d'uovo e succo di limone scaldata il tempo sufficiente per rapprendersi. Altre salse, in parte condivise con relative varianti in tutto il Nord Italia, sono la salsa verde (o "bagnetto verde"), a base di prezzemolo, olio e acciughe (rispetto alla versione originaria piemontese, in Lombardia si aggiunge anche pane raffermo e tuorlo d'uovo), la salsa rossa, ottenuta cuocendo pomodori, peperoni e carote.

### Dolci

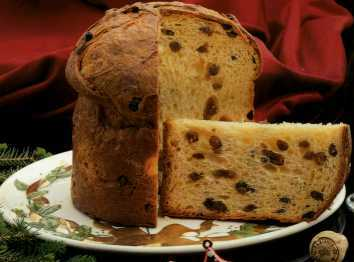
Panettone tagliato su piatto natalizio

I dolci lombardi più famosi sono sicuramente il panettone e la colomba, appartenenti alla tradizione pasticcera milanese: ormai diffusi in tutta Italia, il primo è un tipico dolce natalizio a forma cilindrica il cui impasto è arricchito con uvetta e canditi mentre il secondo invece si consuma generalmente durante periodo pasquale, dall'impasto simile al panettone, ma a forma di colomba e ricoperto da glassa e zucchero. Altro dolce milanese tipico delle festività natalizie, in particolar modo di Capodanno, è la carsenza, che è a base di uvetta e mele.
Versione meno elaborata, con un impasto a metà tra il panettone e la brioche e ricoperto da glassa e zucchero in granelli è la veneziana: consumata nella versione grande, delle dimensioni di un tradizionale panettone, a Natale, durante l'anno è invece consumata in porzioni "monodose" dalle dimensioni di un bombolone. Altri dolci natalizi al di fuori del territorio milanese sono la bisciola valtellinese, una pagnotta dall'impasto simile al panettone con uvette, e il bossolà bresciano, ottenuto da tre lievitazioni successive.

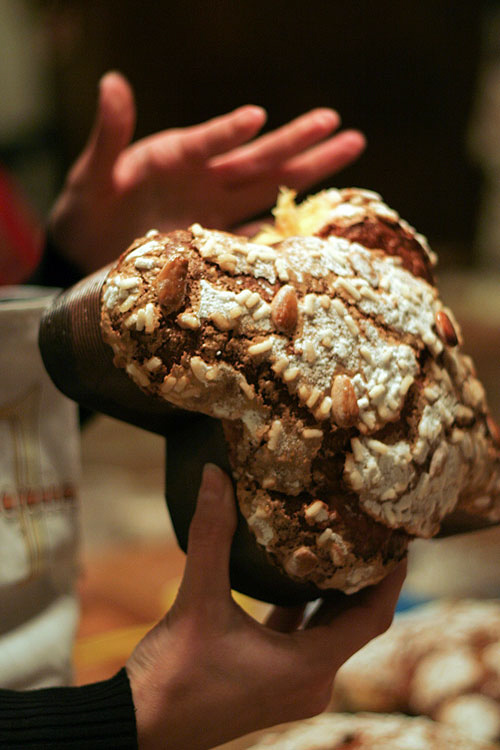
Una colomba pasquale

Diffuse in tutta la Lombardia sono poi le frittelle, che prendono nomi diversi in base agli ingredienti e al metodo di preparazione nonché alla zona di origine: molto comuni sono le frittelle di castagne, per la farina usata, e le frittelle di mele, per l'ingrediente della farcitura.
Altri celeberrimi dolci della regione sono il torrone di Cremona (turòon), secondo la leggenda creato dai pasticceri locali per il matrimonio di Francesco Sforza e Bianca Maria Visconti, e gli amaretti di Saronno, biscotti croccanti a base di mandorle, albume e armelline. Probabilmente influenzati dalla pasticceria piemontese sono i baci di Cremona, simili ai baci di dama ma col biscotto che è croccante fatto con farina di nocciole, e i baci del Signore di Pavia, più schiacciati, riempiti di marmellata di arance e ricoperti per metà di cioccolato fuso. Tra gli altri biscotti abbiamo le offelle di Parona, talvolta preparate con farina di riso, i mostaccini, biscotto cremasco preparato con l'aggiunta tra le altre spezie di chiodo di garofano, macis, coriandolo e anice stellato, i biscottini di Prosto, biscotto ad alto contenuto di burro cotti due volte in forno tipici della Valchiavenna.

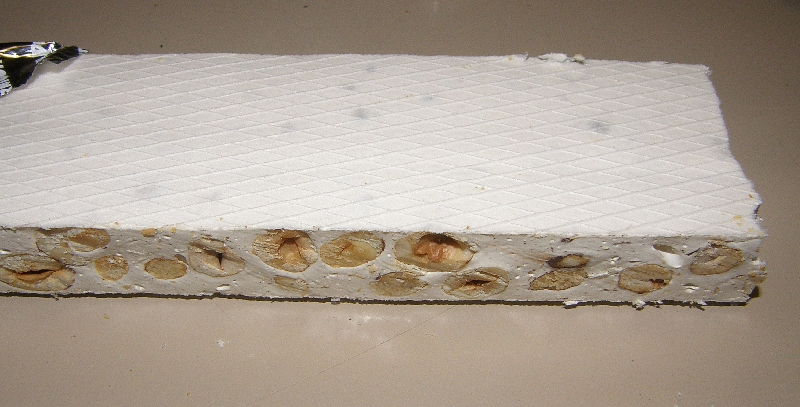
Torrone di Cremona

Della fascia della bassa pianura vi sono una celebre serie di torte: le mantovane torta delle rose, così chiamata perché composta da varie formelle di impasto arrotolato, l'anello di Monaco, una sorta di alta ciambella di pasta lievitata ricoperta di glassa, e la torta sbrisolona, torta a base di farina gialla e mandorle particolarmente friabile, e la sua affine lodigiana tortionata, preparata con la farina bianca al posto della gialla.
Del cremasco sono la spongarda, torta ripiena con frutta secca, e la torta bertolina, a base di uva fragola, ed infine la torta del Paradiso di Pavia. Versione dolce del celebre piatto bergamasco è la polenta e osei fatta con polenta dolce ricoperta da pasta di mandorle gialla decorata con uccelletti di cioccolata o marzapane.
Tipici della Lombardia occidentale sono i brutti e buoni di Gavirate, dolcetti a base di mandorle e nocciole, il chiaro di Luna di Paullo, la torta paesana della Brianza, a base di cacao, latte e pane raffermo nata per riutilizzare il pane avanzato dai pasti. Preparati a base di farina di granturco sono l'Amor polenta, originaria di Varese, e il pan meino (Pan de mej), una sorta di piccola focaccia dolce aromatizzata con fiori di sambuco.
La spongada è una focaccia dolce, preparazione tradizionale della cucina della Valcamonica.

## Prodotti tipici e tradizionali
La Lombardia, grazie alla sua varietà territoriale possiede uno tra i più elevati numeri di prodotti DOP e IGP, per la precisione 34 (aggiornato al gennaio 2019): 14 formaggi, 10 insaccati e salumi, 4 tipologie di frutta e verdura, 2 specie di pesci, 2 denominazioni di olio d'oliva e 1 miele. La regione inoltre ha 250 Prodotti agroalimentari tradizionali riconosciuti dal ministero delle politiche agricole alimentari e forestali secondo la revisione del 2017.

### Formaggi

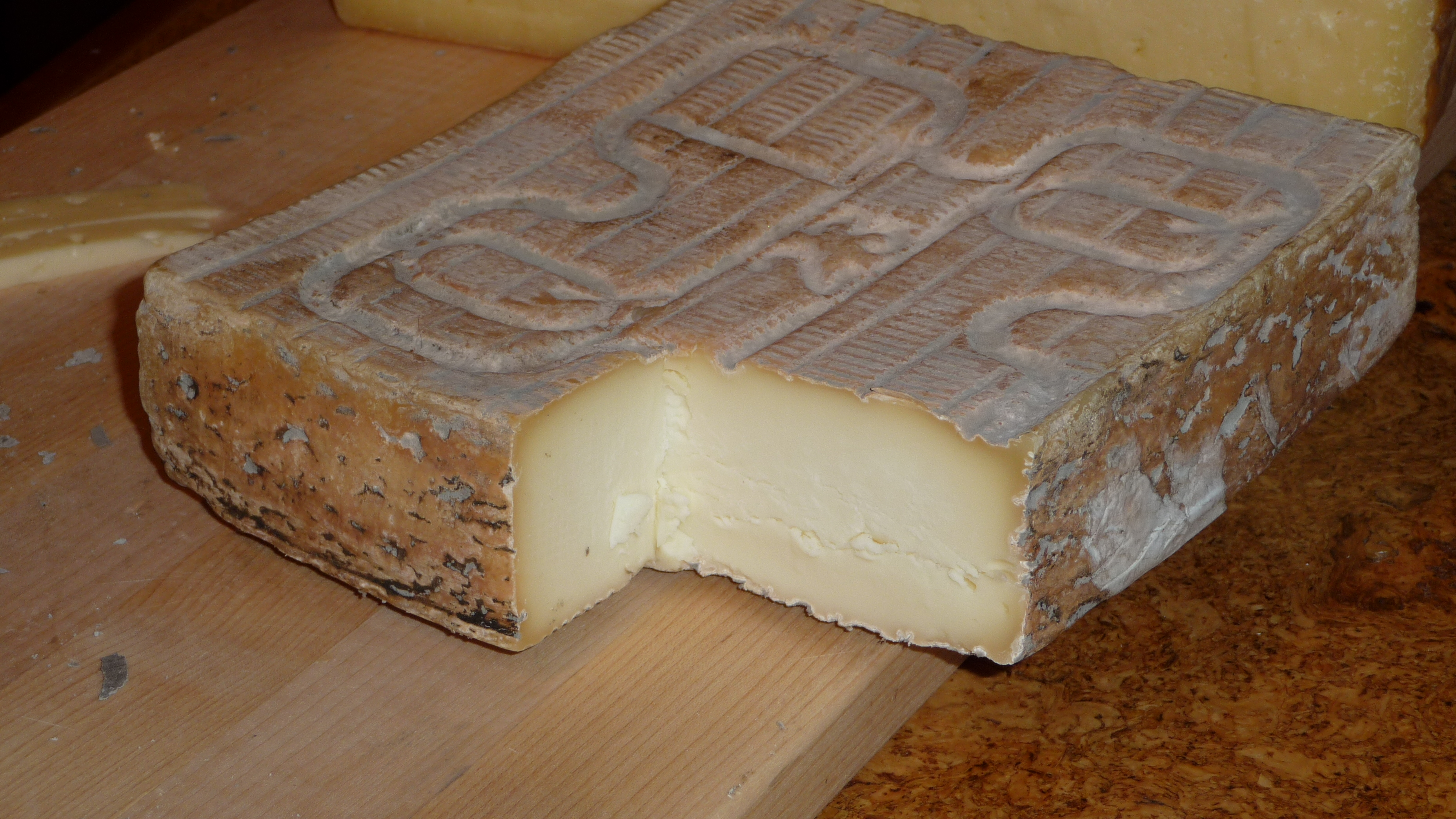
Forma di Taleggio

La Lombardia è una delle regioni italiane con maggiore tradizione di prodotti caseari: la Lombardia annovera tra i suoi formaggi 14 prodotti D.O.P. e 63 P.A.T., il maggior numero tra le regioni italiane.
Formaggio tra i più celebri e più diffuso nella regione è il Grana Padano, prodotto in gran parte della regione eccetto la Valtellina e il comasco, è uno dei più celebri e antichi formaggi italiani a pasta dura, usato assieme al Parmigiano Reggiano, prodotto nella provincia di Mantova, come condimento sui primi e nei ripieni: entrambi derivano dal Granone Lodigiano, antenato di tutti i formaggi grana italiani la cui origine sarebbe da attribuire ai monaci dell'abbazia di Chiaravalle nel XII secolo.

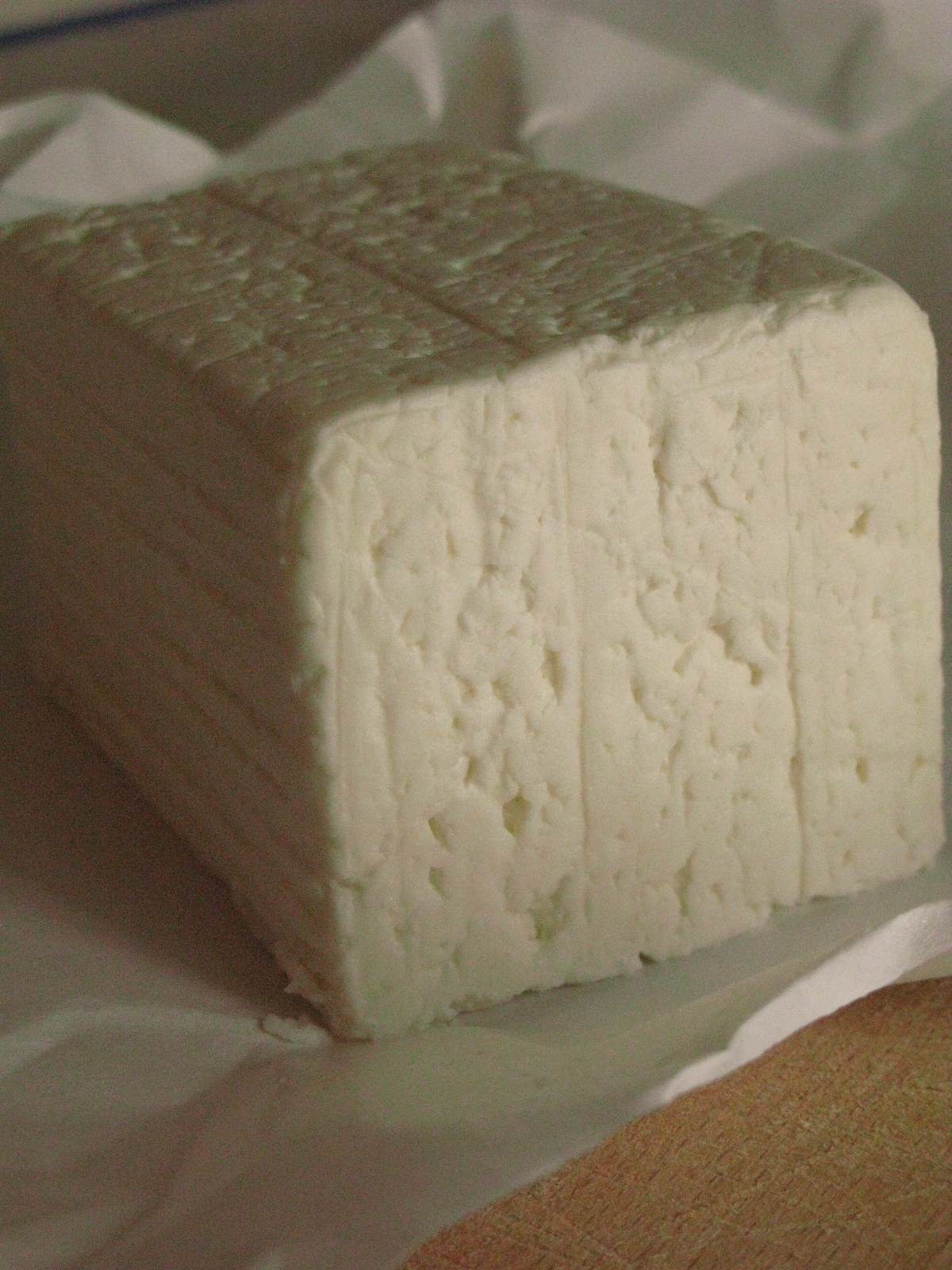
Una forma di Quartirolo Lombardo

Altro celebre formaggio lombardo, originario del milanese ma prodotto oggi in quasi tutta la regione, è il Gorgonzola, formaggio a pasta cruda in due versioni: una "dolce", più morbido e cremoso, e una "piccante", più compatto e dal sapore più deciso. Altri formaggi "panlombardi" sono il Taleggio, formaggio molle a pasta cruda originario dell'omonima valle e il Quartirolo Lombardo, mentre ultima denominazione DOP per ordine temporale è il Silter bresciano
Esclusivi delle zone montane, specialmente della Valtellina, sono il Casera ed il Bitto, formaggi a pasta semimolle e molle che possono essere sia mangiati da soli, sia usati sciolti come condimento sopra i pizzoccheri della Valtellina, sia costituire una vera e propria pietanza come negli sciatt. Tra gli altri formaggi DOP lombardi possiamo nominare il Provolone Valpadana, il Salva Cremasco, lo Strachitunt, il Nostrano Valtrompia, il Formai de Mut dell'Alta Valle Brembana ed infine la Formaggella del Luinese, unico formaggio DOP lombardo di capra.
Più categorie di formaggi che formaggi veri e proprio sono lo Stracchino e la Robiola: appartenenti al primo gruppo troviamo lo Stracchino Bronzone, lo Stracchino della Valsassina, lo Stracchino Orobico e lo Stracchino Tipico; al secondo la Robiola Bresciana e la Robiola della Valsassina.
Altri celebri formaggi lombardi degni di nota sono l'Agrì di Valtorta, il Bagòss, il Branzi, i caprini bergamaschi, la Casatta di Corteno Golgi, il Casolet, la Rosa Camuna, il Tombea, il Semuda, lo Zincarlin e il Mascarpone, mangiato solo od usato come elemento base per la crema con cui accompagnare il panettone.

### Salumi

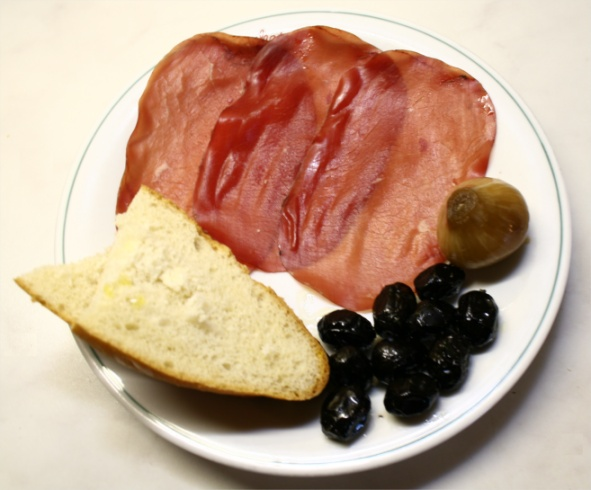
Bresaola della Valtellina servita con pane, olive e cipolle

La storica diffusione dell'allevamento in tutta la Lombardia ha dato alla regione un'ampia tradizione di salumi ed insaccati. Tra i prodotti DOP e IGP, vi sono tre tipi di salame di maiale: il salame Brianza, prodotto nelle colline tra il Lecco e Milano, ed il salame di Varzi, prodotto nell'Oltrepò pavese con carne di maiale, pepe e vino, e il salame Cremona. Più particolare è il salame d'oca di Mortara, nella terra della Lomellina in cui l'uso dell'oca in cucina è assai diffuso.

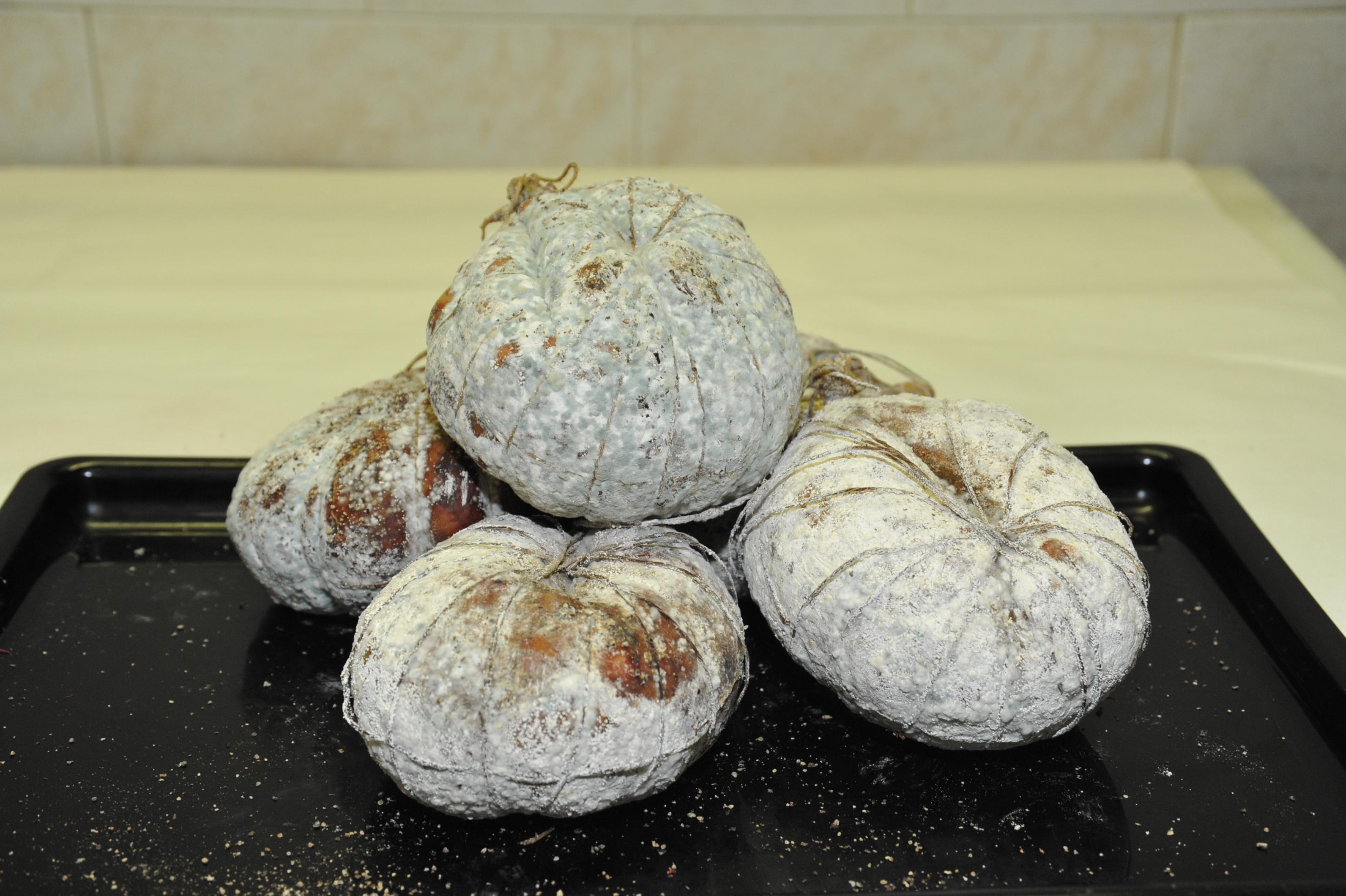
Mortadella di fegato al vin brulé

In linea generale ogni provincia presenta almeno un salame tipico, tra cui i più famosi sono il salame Milano, il Casalin mantovano, ed i bastardei della Valchiavenna. Del territorio valtellinese sono anche la bresaola, ottenuta dalla stagionatura di carne di manzo e che può essere affumicata o meno, e la slinzega.
In Val Camonica è rinomata e riconosciuta dal marchio De.Co (Denominazione Comunale) la salsiccia di castrato di Breno.
Per quanto riguarda i prosciutti, si possono nominare il prosciutto mantovano, dal sapore dolce, il prosciutto crudo delle Orobie, il prosciutto al pepe della Valtellina, ed il prosciutto d'oca stagionato della Lomellina. Oltre alla classica mortadella prodotta in tutta la regione, vi è poi la mortadella di fegato al Vin Brulé originaria delle montagne tra il lecchese e la Valtellina.

### Pane

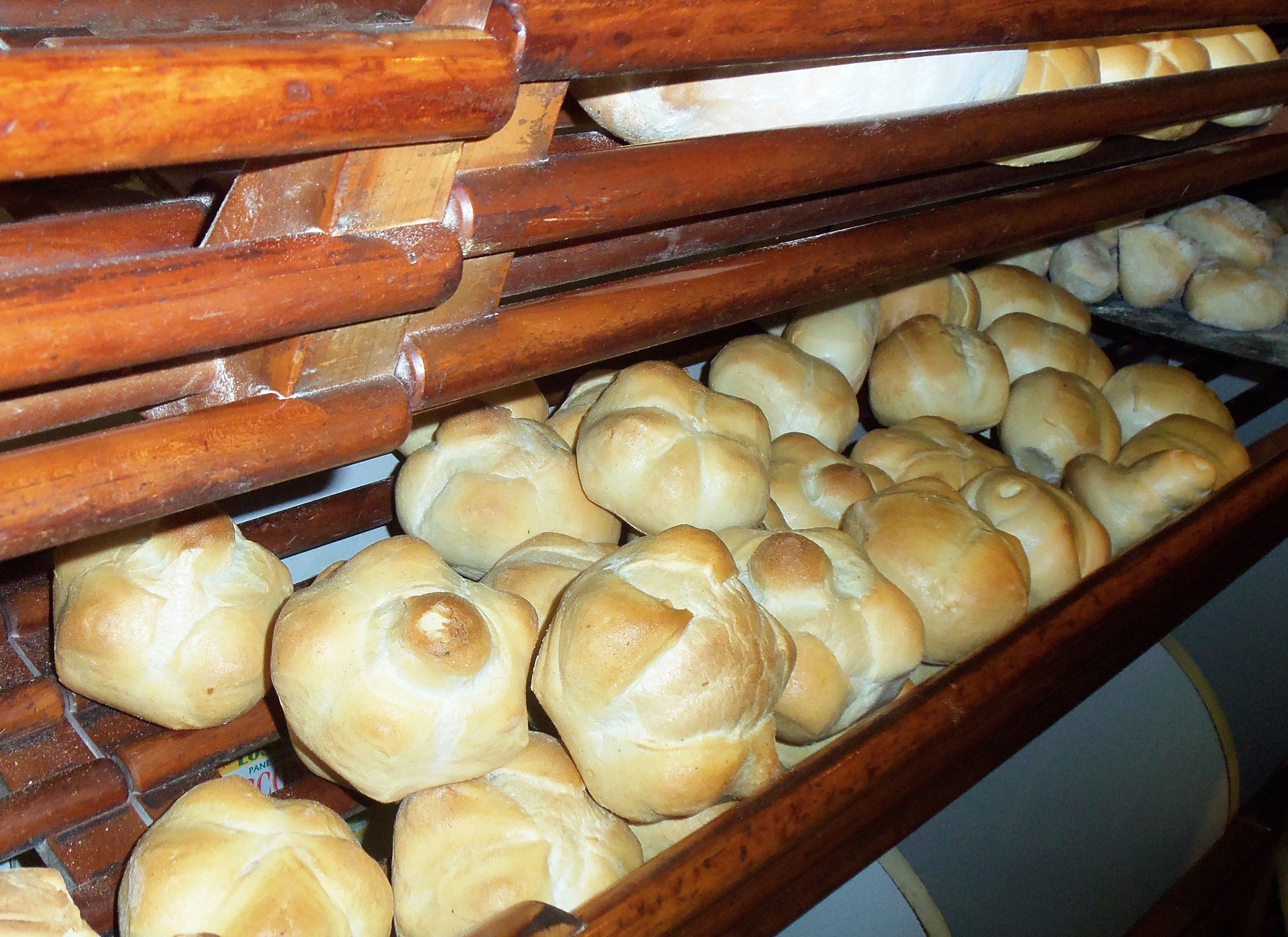
Michette sugli scaffali di un panettiere

Pane tipico e diffuso a Milano, ma anche nel resto della Lombardia occidentale, è la rosetta, chiamata localmente michetta, pane soffiato (quasi vuoto all'interno) e dalla forma a "guscio di tartaruga" derivato dallo stampo con cui è fatto l'impasto, consumato tradizionalmente con salumi, specialmente con mortadella era lo spuntino simbolo dei magut (muratori) e operai per la sua rustichezza e costo contenuto.
Tipici del pavese sono invece il pane di pasta dura, il cui impasto deve essere preparato in tre diversi momenti a distanza di alcune ore, ed il pane di riso, diffuso in Lomellina, terra dove la coltura del riso è fortemente diffusa. Similmente, stante la grande diffusione nella pianura lombarda del granturco, si può trovare nella bassa lombarda il pane giallo, preparato con farina di mais.
Tipico di tutta la Valtellina è il pan di segale, pane a forma di ciambella creato appunto con aggiunta di farina di segale, mentre originario di Livigno è il pan carcent, pane sempre a forma di ciambella che contempla l'aggiunta di rape nell'impasto, ed il pan da cool filoncini di pane nel cui impasto viene aggiunto colostro.
Recentemente eletto a pane tipico di Bergamo è la Garibalda, pane a forma di filone il cui impasto è creato da una mistura di farina di semola, integrale, grano saraceno e granturco. Tipico della città virgiliana è il pane mantovano o mantovanina, pane a pasta dura creato arrotolando su sé stesso l'impasto steso, che creerà i tipici ricciolini alle estremità del pane una volta cotto.

### Vini

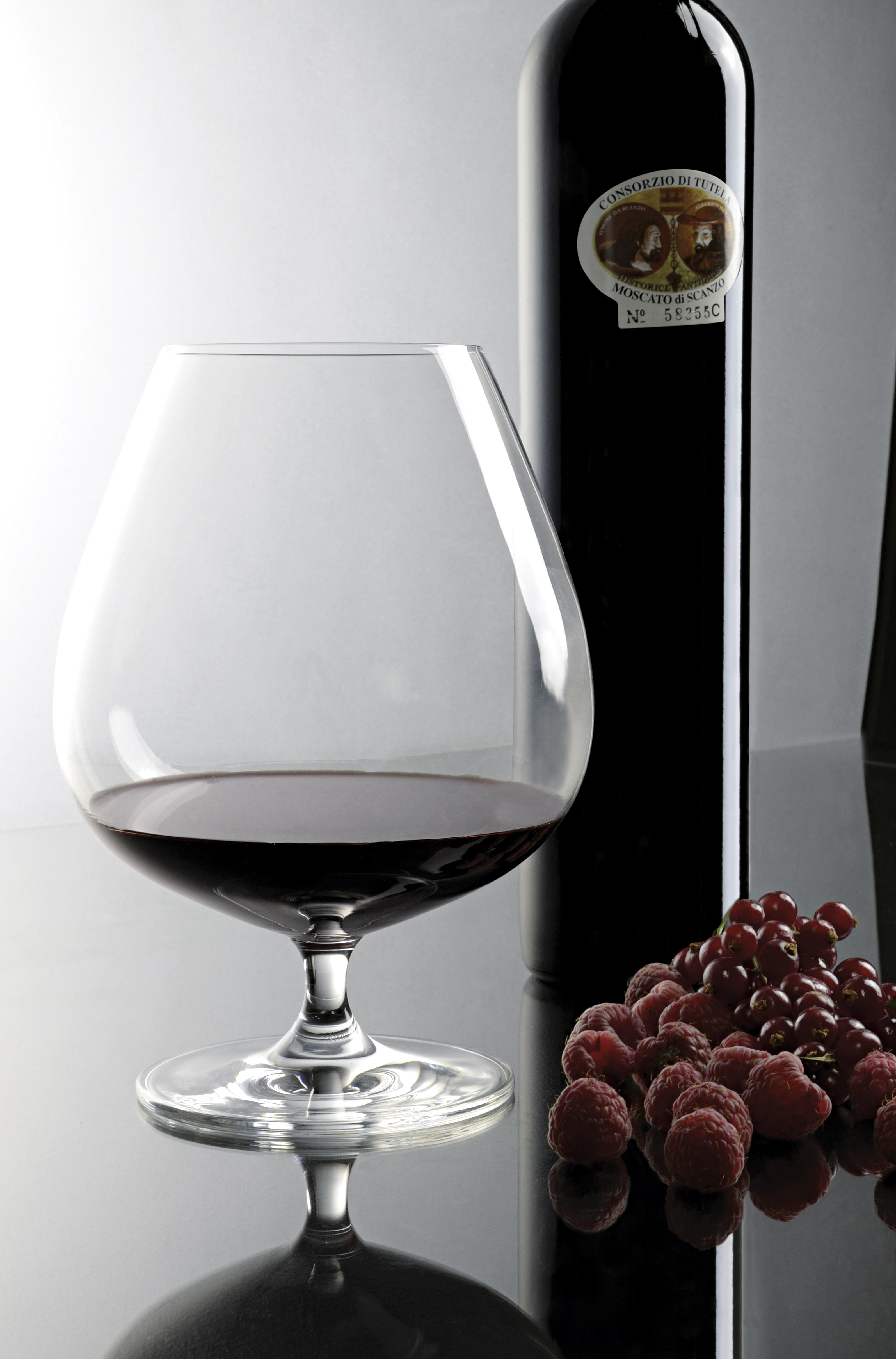
Moscato di Scanzo DOCG

La coltivazione della vite risale al neolitico, come testimoniato dal ritrovamento di vinaccioli in siti archeologici coevi, tuttavia le prime fonti certe di produzione del vino risalgono I secolo a.C., in cui vengono descritti i vini dell'Oltrepò pavese ed i "vini retici" prodotti nella zona del lago di Como.
Le province lombarde vantano per la precisione 5 DOCG, 22 DOC e 15 IGT: il 60% della produzione vinicola regionale ricade sotto la denominazione DOC e DOCG, ovvero circa il doppio della media nazionale.

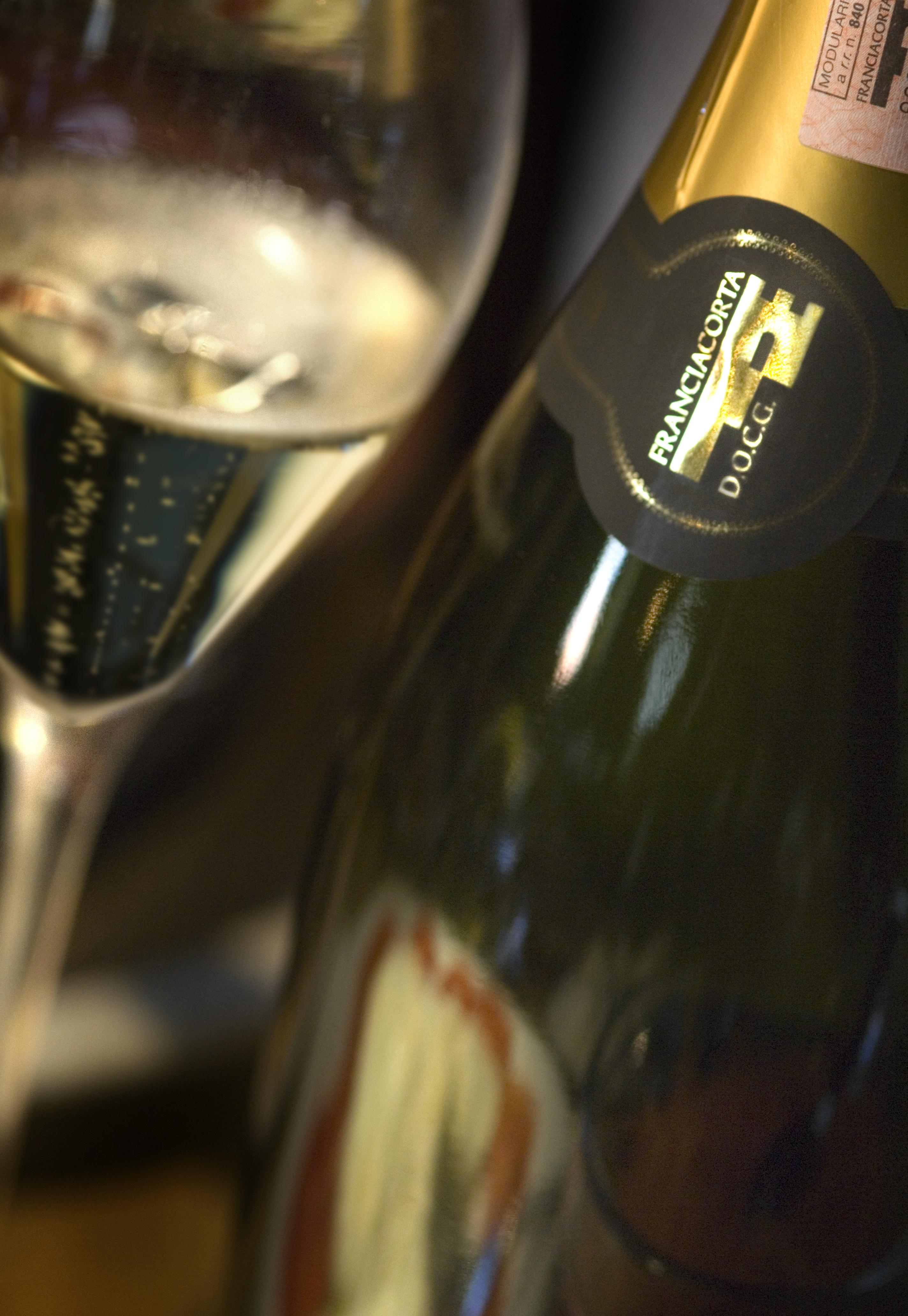
Bottiglia e calice di Franciacorta DOCG

Le più celebri zone di produzione di vino sono l'Oltrepò Pavese, in provincia di Pavia, la Franciacorta, zona collinare a sud del lago d'Iseo, l'area morenica attorno al Lago di Garda, e la Valtellina, in cui vini vengono coltivati sui tipici terrazzamenti che permettono la coltivazione sui terreni montani molto ripidi e una maggiore insolazione ai vigneti.
Le 5 denominazioni lombarde DOCG sono:
- Franciacorta, spumante a base di uve chardonnay e pinot, nella versione bianco e rosato.
- Valtellina superiore, ottenuto da uve di Nebbiolo coltivate nel versante nord della Valtellina nei tipici terrazzamenti, che unite alle caratteristiche del terreno consentono un'insolazione superiore a sopperire la rigidità del clima. È un vino di corpo e dal gusto deciso da consumare con pietanze di carne.
- Sforzato di Valtellina, ottenuto sempre da uve di Nebbiolo lasciate ad appassire oltre il normale periodo di raccolta in modo da aumentare naturalmente il contenuto zuccherino del frutto. Il risultato è un raro esempio di "passito" secco molto strutturato, da consumare con piatti importanti di carne come stufati e brasati.
- Oltrepò Pavese metodo classico, spumante a base di Pinot prodotto in provincia di Pavia nella versione bianco e rosé.
- Moscato di Scanzo, passito ottenuto con un metodo simile allo Sforzato di Valtellina nei terreni collinari ad elevata pendenza, da consumare con cioccolato e formaggi. È prodotto unicamente nel comune di Scanzorosciate in provincia di Bergamo.

Celebri vini DOC della regione sono il Buttafuoco, la Bonarda e il Sangue di Giuda, vino rosso dolce non passito, dell'Oltrepò pavese, il Curtefranca ed il Cellatica, della Franciacorta, il Valtenesi, il Garda Bresciano e la Lugana della zona del Garda, il Rosso di Valtellina, ed il Lambrusco Mantovano.
Vale infine la pena di ricordare i vini della bergamasca, come il Terre del Colleoni e il Valcalepio; i vini IGT delle Terre Lariane, prodotti in alcune zone delle provincie di Lecco e di Como, e l'unico vino DOC prodotto in provincia di Milano, il San Colombano.
Sulle colline della Brianza, specialmente nella parte lecchese di quest'ultima, esistono ancora diverse aziende vitivinicole che producono vini molto apprezzati a livello locale, come il Pincianel ed il Nustranel.
Fino alla seconda metà del XIX secolo anche l'Alto Milanese era una zona vinicola. La storia della viticoltura nell'Alto Milanese affonda le radici nell'epoca romana. In questa zona un tempo vi si producevano alcuni vini rinomati, tra cui il Colli di Sant'Erasmo, il Santana e il Clintù.

### Olio

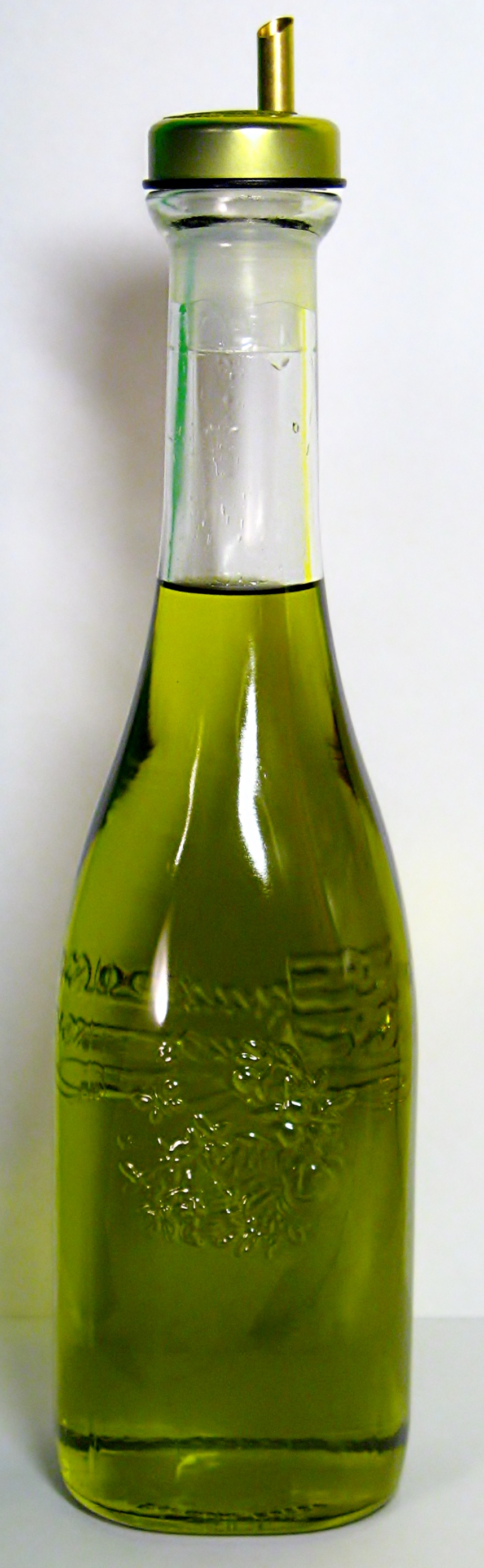
Olio extravergine di oliva di Manerba del Garda, sul Garda bresciano

Nonostante la Lombardia sia al di fuori della tradizione di coltivazione, la coltivazione dell'ulivo e la produzione di olio d'oliva è attestata dal medioevo sui laghi lombardi, dove l'effetto dei grandi bacini idrici mitiga il clima e protegge le piante dagli elevati sbalzi termici tipici del resto della regione: complessivamente nella regione vi sono più di 1600 ettari di terreno coltivato ad ulivi, la maggior parte dedicato alla produzione di olive per frantoi.
Il territorio lombardo presenta due denominazioni di origine protetta:
- Olio Extravergine di Oliva Laghi Lombardi DOP, nelle due sottozone Lario, prodotto sul lago di Como e Sebino, prodotto sul lago d'Iseo
- Olio Extravergine di Oliva Garda DOP, nella sua sottozona Bresciano.

Entrambe le produzioni presentano in generale una bassa produttività con oli dalla bassa acidità, dal sapore delicato e particolarmente pregiati.

## Aperitivi, liquori e distillati

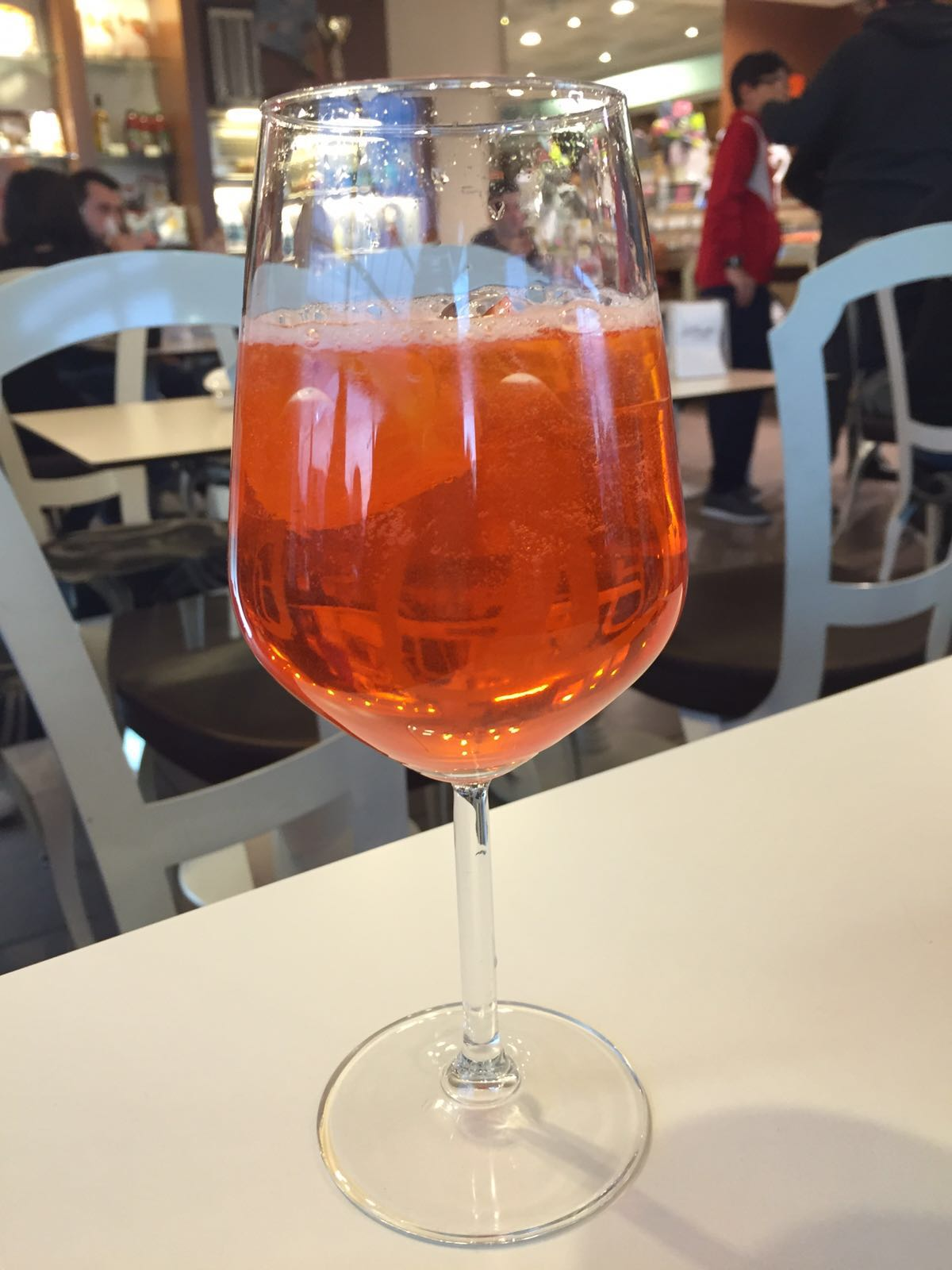
Un pirlo, aperitivo di origine bresciana

Diffusa in tutti i territori vinicoli è la produzione della grappa, specialmente in provincia di Brescia ed in provincia di Sondrio: in particolare la Valchiavenna era prima dell'apertura del traforo del Sempione uno dei più celebri luoghi di produzione di grappa in Italia.
I produttori di grappa locali (grapat de la Val di Giust) in concomitanza della crisi della Valchiavenna, privata del suo storico traffico di gente e merce per via della concorrenza del Sempione, furono costretti ad emigrare: alcune delle principali famiglie di produttori di grappa di tutto il nord Italia sono originari della Valchiavenna, tra cui i Ghelfi, i Vener, i Levi e i Francoli. Distillato diverso dalla grappa sono le gocce imperiali, distillato di erbe prodotto dai monaci della certosa di Pavia.
Per quanto riguarda i liquori tipici, i più celebri sono il Braulio, liquore valtellinese ottenuto dall'infusione di erbe di montagna, il liquore amaretto, a base di mandorle ed erbe le cui origini risalirebbero al XVI secolo, ed il Fernet Branca, liquore dal caratteristico sapore amaro prodotto in centro a Milano nello stabilimento originario, all'epoca della fondazione ai margini della città. Altri liquori sono il Vespetrò di Canzo, a base di coriandolo, anice e scorza d'arancia, l'amaro Ramazzotti ideato in una bottega in centro a Milano dall'omonimo farmacista, l’Acqua di tutto cedro, prodotta a Salò, e il nocino.
Non vanno infine dimenticati i restanti distillati e liquori di grandi gruppi industriali: il gruppo Campari, ideatore dell'Aperol, l'Illva di Saronno, per la produzione del rabarbaro Zucca oltre al celebre amaretto, e le Distillerie fratelli Branca.
Celebre aperitivo lombardo è il pirlo, che è a base di vino bianco fermo e Campari. Ha origini bresciane ed è simile per concetto al più conosciuto spritz, che ha invece origini venete. La moda dell'happy hour ha introdotto per il pirlo anche l'uso dell'Aperol (molto meno alcolico e complesso) in luogo del Campari. Il pirlo viene servito in un bicchiere con stelo alto dalla forma tipica a palloncino.